# Дејдвил (Алабама)
Дејдвил (енгл. Dadeville) град је у америчкој савезној држави Алабама. По попису становништва из 2010. у њему је живело 3.230 становника.

## Демографија
Према попису становништва из 2010. у граду је живело 3.230 становника, што је 18 (0,6%) становника више него 2000. године.
| Група             | 2000.         | 2010.         |
| Белци             | 1.700 (52,9%) | 1.608 (49,8%) |
| Афроамериканци    | 1.448 (45,1%) | 1.533 (47,5%) |
| Азијати           | 9 (0,3%)      | 20 (0,6%)     |
| Хиспаноамериканци | 26 (0,8%)     | 29 (0,9%)     |
| Укупно            | 3.212         | 3.230         |